# Le Pompidou
Le Pompidou is een gemeente in het Franse departement Lozère (regio Occitanie) en telt 154 inwoners (1999). De plaats maakt deel uit van het arrondissement Florac.

## Geografie
De oppervlakte van Le Pompidou bedraagt 22,6 km², de bevolkingsdichtheid is 6,8 inwoners per km².
De onderstaande kaart toont de ligging van Le Pompidou met de belangrijkste infrastructuur en aangrenzende gemeenten.

## Demografie
Onderstaande figuur toont het verloop van het inwonertal (bron: INSEE-tellingen).